# Euploea honrathi
Euploea honrathi är en fjärilsart som beskrevs av Hans Fruhstorfer 1910. Euploea honrathi ingår i släktet Euploea och familjen praktfjärilar. Inga underarter finns listade i Catalogue of Life.